# 개원의 치
개원의 치(開元之治)는 당나라 5대 황제 현종 이융기 시기의 태평성대를 의미한다. 시기적으로는 713년부터 741년까지 28년 간을 가리킨다. 현종은 713년 연호를 개원(開元)으로 바꾸고, 정치에 본격적으로 착수했다. 그의 휘하에는 유능한 재상들이 많았는데, 요숭(姚崇), 한휴(韓休), 송경(宋璟), 장구령(張九齡), 소숭 등이었다. 이들 모두 각각의 능력이 출중하고 황제에 대한 충성심이 지극하였다.
그 중에도 요숭의 공이 가장 높아, 당 현종 이융기는 그를 승상에 임명하기도 했다. 요숭은 그에게 치국의 10가지 조건을 제시하였고, 현종은 이것을 모두 수용하였다. 이 밖에 한휴는 언제나 당 현종에게 직언을 올렸다. 하지만 소숭은 이융기에게 언제나 순종적이고 아첨을 하였다한다. 잔소리가 심한 한휴에 대해 신하들이 왜 내치지 않느냐고 묻자 당 현종 또한 유명한 말을 남겼는데, 그것이 바로 "한휴 때문에 짐은 마르더라도 천하와 백성들이 살찌면 아무 여한이 없다."라는 것이다. 당 현종이 재위 초기에 얼마나 정치에 전력을 쏟았는가를 보여주는 대목이다. 당 현종은 중앙의 유능한 관리를 지방에 도독이나 자사로 파견하였고, 적성에 맞지 않는 관리는 모두 교체하였다고 한다.
당 현종은 사찰과 승려의 수를 줄이고, 권력가들을 제압하는 한편, 조정을 정비하여 상벌을 엄정히 나누어 주어서 중종 이현 이후 혼란스러웠던 정치 상황을 안정시켰다. 심지어, 나라에 가뭄이 돌자, 당 현종은 황궁의 쌀을 백성들에게 나누어주는 등 어진 정치를 행하였고, 환관과 인척을 정사에 관여하지 못하도록 했다.
이러한 정치를 하자 당의 국력은 강성해졌으며, 당 태종 이세민이 이룩한 태평성세에 버금가는 치세를 하여 후세 사람들은 이를 당시의 연호인 개원(開元)을 따 '개원의 치(治)'로 불렀다. 이러한 그의 치세도 745년 양옥환을 귀비로 맞으면서 서서히 끝자락을 달리게 된다. 